# Década de 1060
Séculos: Século X - Século XI - Século XII
Décadas: 1030 1040 1050 - 1060 - 1070 1080 1090
Anos: 1060 - 1061 - 1062 - 1063 - 1064 - 1065 - 1066 - 1067 - 1068 - 1069